# Verein zur Förderung der Wettbewerbswirtschaft
Der Verein zur Förderung der Wettbewerbswirtschaft (VFW) ist ein Verein mit Sitz in Berlin, der nach eigenen Angaben über 200 persönliche und über 26 Verbands- oder Firmenmitglieder hat.

## Zielsetzung
Nach der Satzung definiert sich der Zweck des Vereins wie folgt: Vertretung der Prinzipien der Sozialen Marktwirtschaft und der Wettbewerbswirtschaft gegenüber der Politik, den Medien, den Verbänden der Wirtschaft und sonstigen Organisationen mit dem Ziel, zur Festigkeit des Gedankens der Sozialen Marktwirtschaft in der breiten Öffentlichkeit und bei den politischen Entscheidungsträgern beizutragen. Der Verein wurde von CDU-Mittelstandspolitikern gegründet, bis heute zählen zu seinen Mitgliedern vor allem Politiker, Wissenschaftler, Verbandsrepräsentanten und Unternehmer. Erster Vorsitzender war Kurt Schmücker, Nachfolger von Ludwig Erhard als Bundeswirtschaftsminister.
Der Verein will seine Ziele lt. Satzung vor allem durch systematische, wissenschaftliche Untersuchung des wirtschaftlichen und sozialen Geschehens unter dem Gesichtspunkt der Erhaltung und Förderung der Wettbewerbswirtschaft und die Durchführung von Seminaren, Kolloquien und anderen Veranstaltungen erreichen. Er bietet seinen Mitgliedern die Möglichkeit des ständigen Dialogs mit wichtigen politischen Entscheidungsträgern in der Hauptstadt und sieht sich als wissenschaftlicher Verein und wichtige Dialogplattform für Verbände in der Politik.
Nach Einschätzung der Internetplattform abgeordnetenwatch.de sowie des Journalisten Hans-Martin Tillack dient der Verein auch der Vermittlung von Beraterverträgen an Politiker. Nach der Satzung verfolgt der Verein gemeinnützige Zwecke. Ende der 80er Jahre verlor der Verein jedoch seinen Status als gemeinnützig wegen zu großer personeller und organisatorischer Nähe zur Mittelstandsvereinigung der CDU/CSU.